# Fausto Scovolo
Fausto Scovolo   (Brescia, 2 de novembre de 1967) és un antic pilot d'enduro italià que va guanyar un Campionat del món de 125cc 2T (1996) i un d'Europa en classe E1 (2005), a més de quatre Campionats d'Itàlia entre el 1997 i el 2006. També va formar part de l'equip italià que va guanyar el Trofeu als Sis Dies Internacionals d'Enduro dos anys (1997 i 2000)